# Большой Серманангер
Большой Серманангер (горномар. Кого Сӧрмӓнӓнгӹр) — деревня в Горномарийском районе Республики Марий Эл. Входит в состав Кузнецовского сельского поселения.

## Этимология
Название Серманангер происходит от горномарийских слов сӧрмӓн «дернистый» (ср. сирем, сӧрем «дёрн, лужайка, зелень, мурава») и ӓнгӹр «река».

## География
Находится в юго-западной части республики Марий Эл на расстоянии приблизительно 17 км на юг-юго-восток от районного центра города Козьмодемьянск.

## История
Упоминается с 1795 года как выселок Серманангер (27 дворов) из деревни Кузнецово Апшат Пеляк тож. В 1859 году здесь (деревня Серманангер села Кузнецова) было 40 дворов (184 человека). В 1897 году в околодке Серманангер числилось 42 двора (245 человек), в 1915 — 47 дворов с населением в 252 человека. В 1919 году в деревне было 49 дворов с населением в 252 человека, в 1925—260. В 1943 году в деревне числилось 58 дворов с населением в 199 человек. В 2001 году здесь было отмечено 59 дворов. В советское время работали колхозы «Красный пахарь», «Дружба», позднее СПК «Кузнецовский».

## Население
Население составляло 163 человека (горные мари 99 %) в 2002 году, 150 в 2010.